# Distrito de Darwazi Bala
Darwazi Bala es un distrito de la Provincia de Badakhshan, Afganistán. Fue creado en 2005 con parte del distrito de Darwaz. Tiene una población de aproximadamente 11 000 personas.